# 리사 미스코프스키
리사 미스코프스키(Lisa Miskovsky, 1975년 3월 9일 ~ )는 스웨덴의 가수, 작곡가이다. 체코와 핀란드 혈통을 갖고 있다.

## 음반 목록
- Lisa Miskovsky (2001)
- Fallingwater (2003)
- Changes (2006)
- Violent Sky (2011)
- Umeå (2013)
- Bottenviken (2019)